# Aleksandr Veledinskij
Aleksandr Veledinskij (Nižnij Novgorod, 27 luglio 1959) è un regista sovietico, dal 1991 russo.

## Filmografia parziale

### Regista
- Živoj (2006)
- Geograf globus propil (2013)